# 達拉斯市旗
達拉斯市旗是美國德克薩斯州城市達拉斯的市旗，啟用於1967年2月13日。這面旗幟的設計者是E. L. Gilchrist。